# Pics de Bassiero
El Pics de Bassiero, és una muntanya que es troba a cavall dels termes municipals d'Alt Àneu (antic territori de la Mancomunitat dels Quatre Pobles), i d'Espot, a la comarca del Pallars Sobirà. Està format per dos pics, el Bassiero Occidental, també conegut com a Punta Brulle, de 2.904 metres, i el Bassiero Oriental, de 2.897,1 metres d'altitud.
Estan situats a prop de l'extrem nord-oest del terme d'Espot i del sud-oest del d'Alt Àneu, a llevant del Pic d'Amitges i del de Saboredo. Els pics formen part de la carena que limita la vall de Ratera de la vall de Gerber.
El Bassiero Occidental està inclòs al llistat dels 100 cims de la FEEC, i es troba dintre del Parc Nacional d'Aigüestortes i Estany de Sant Maurici.